# 斯蒂夫·佩德森
斯蒂夫·佩德森（英語：Steve Pederson）美国音频工程师。他赢得了1次奥斯卡最佳音响效果奖，并获得了1次提名。自1978年起，沙洛克参与制作了130多部电影。

## 部分影视作品
佩德森赢得过1次奥斯卡金像奖，并获得了1次提名。
获奖
- 阿波罗13号 (1995)[1]

提名
- 辛德勒的名单 (1993)[2]